# Kamjanka-Buska
Kamjanka-Buska (ukrainska: Кам'янка-Бузька uttal (fil); ryska: Каменка-Бугская, Kamenka-Bugskaja; polska: Kamionka Bużańska – tidigare Kamionka Strumiłowa) är en stad i Lviv oblast i västra Ukraina. Kamjanka-Buska, som för första gången nämns i ett dokument från år 1411, hade 10 774 invånare år 2013.